# Дългът на костите
„Дългът на костите“ (на английски: Debt of Bones) е фентъзи повест на американския писател Тери Гудкайнд. 

## Издания
През 1998 г. е издаден от американското издателство Tor Fantasy под формата на разказ в сборника „Легенди“ със съставител Робърт Силвърбърг. Сборникът е публикуван на български през 2000 г. от издателство „Бард“. През 2001 г. става прелюдия към поредицата „Мечът на истината“ под формата на повест, издадена от Gollancz.
На български е издадена през 2002 г. от изд. „Прозорец“ в превод на Невена Кръстева.

## Сюжет
Внимание:  Текстът по-долу разкрива сюжета на произведението (или части от него)!
Действието в „Дългът на костите“ се развива дълго преди началото на същинската поредица „Мечът на Истината“. В книгата основно място заема едно от най-важните събития в историята на света, описан от Тери Гудкайнд – издигането на смъртната преграда, която разделя света на две, а по-късно на три части.
Книгата започва с това как младата жена Аби отива да търси помощ от Първия магьосник Зедикус Зул Зорандър. Тя моли Зед да и помогне да спаси дъщеря си, семейството си и близките, които са заловени в Пендисан от Д'Харианците. Магьосникът отказва да ѝ помогне, защото така би рискувал живота на много повече хора. Оказва се че Аби е принудена от враговете на Средната земя – Д'Хара, които държат семейството ѝ, да доведе при тях магьосника Зедикус, който е основната им пречка пред победата.
Аби прави опит да накара Зед да ѝ помогне с помощта на дълг на костите, който някога ѝ е завещан от майка ѝ. В крайна сметка Зед се съгласява да ѝ помогне и двамата заминават за Пендисан. Без знанието на Аби към тях се присъединява и Майката Изповедник. След като пристигат, Зед е нападнат от морещица. Аби прави опит да убие морещицата, но е спряна от Майката-изповедник, която освобождава Зедикус.
След това Аби успява да се промъкне в лагера на Д'Харианците, преоблечена като морещица, и да измъкне от там дъщерята на Първия магьосник.
В края на книгата Зедикус Зул Зорандър прави магията, която да създаде смъртната преграда и по този начин да спре войната между Д'Хара и Средната земя. Междувременно той създава и илюзия за смъртта на дъщеря си, с което иска да я защити от бъдеща заплаха от страна на Д'Хара.
Става ясно, че с магията си Зед е изплашил враговете си, и при бягството си те са пуснали на свобода пленниците от родния град на Аби. На края става ясно, че магьосникът през цялото време не е бил длъжен да помага на Аби, тъй като дългът, който е завещан на Аби всъщност е бил към Зедикус.